# Języki min

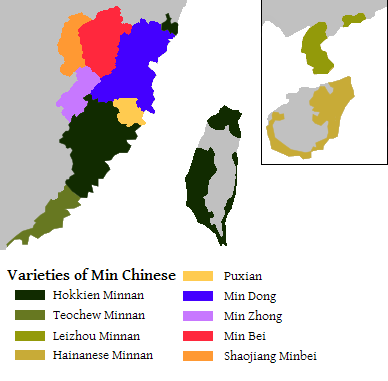
Główne języki min.

Języki min (chiń. 閩語; pinyin mǐn yǔ; pe̍h-ōe-jī Bân gú) – rodzina języków chińskich używanych przez około 60 milionów osób w prowincji Fujian oraz przez emigrantów z tej prowincji mieszkających w Guangdong (wokół Chaozhou), na wyspie Leizhou, na wyspie Hajnan, na archipelagu Zhoushan oraz na Tajwanie. Wielu użytkowników języków min żyje również w innych krajach Azji południowo-wschodniej. Najważniejszym z tych języków jest hokkien (dialekt języka minnańskiego) używany w kilku odmianach m.in. na Tajwanie oraz w okolicach miasta Xiamen.

## Główne odmiany
Języki min są bardziej wewnętrznie zróżnicowane niż to ma miejsce w innych grupach języków chińskich. Zazwyczaj na podstawie wzajemnego stopnia zrozumienia wyodrębnia się od pięciu do dziewięciu języków, dzielących się z kolei na poszczególne dialekty. Najważniejsze z tych języków to:
- minnan – południowy min, używany  w okolicach miasta Xiamen oraz na Tajwanie
- mindong – wschodni min, używany w okolicach miasta Fuzhou
- minbei – północny min
- minzhong – centralny min
- puxian

Minnan używany w prowincji Guangdong określany jest jako hoklo, zaś na Hajnanie jako qiong wen lub qiongzhou hua. Jest on dominującym językiem diaspory chińskiej na Filipinach, gdzie jest znany jako lan-nang. Na Tajwanie z kolei nazywany jest hō-ló-oē, używany jest przez większość społeczeństwa i określany niekiedy jako język tajwański. W Singapurze, Malezji, Indonezji nazywany jest hokkien.

## System pisma
Zapis języków z grupy min za pomocą ideogramów chińskich nie różni się zbytnio od zapisu języka mandaryńskiego, ale z pewną liczbą dodatkowych znaków. Ze względu na to, że języki min są jedyną grupą języków chińskich nie wywodzącą się bezpośrednio z języka średniochińskiego, bywają problemy ze znalezieniem właściwych ideogramów dla niektórych słów.

## Transkrypcja języków min
Niektórzy użytkownicy tych języków wykorzystują tzw. romanizację kościelną (chiń. 教會羅馬字 pinyin Jiaohui Luomazi). Dla języków minnańskich istnieje system transkrypcji zwany Pe̍h-ōe-jī (POJ), zaś dla mindong – system Bàng-uâ-cê (BUC). Oba systemy zostały opracowane w XIX w. przez zagranicznych misjonarzy.